# New Hartford (Connecticut)
New Hartford è un comune di 6.746 abitanti degli Stati Uniti d'America, situato nella Contea di Litchfield nello Stato del Connecticut.